# William Wynne Ryland
Pour les articles homonymes, voir Ryland.
William Wynne Ryland (Londres, 1732 - Tyburn, 1783) est un graveur britannique, pionnier de la technique de la gravure au pointillé.
Il a été exécuté pour réalisation de faux.

## Biographie

### Carrière

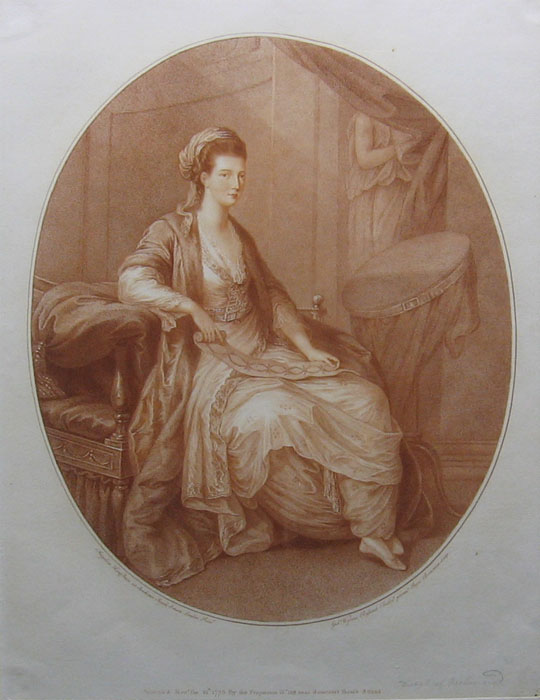
Duchess of Richmond (1775, gravure au pointillé)

William Wynne Ryland est né à Londres en juillet 1732. C'est l'aîné des sept fils d'Edward Ryland (mort en 1771), graveur et imprimeur.
Il étudie la gravure à Londres où il a comme maître Simon François Ravenet, puis le dessin à Paris par François Boucher et la gravure sous Jacques-Philippe Le Bas.
Après avoir vécu sept ans à Paris, il rentre en Angleterre. La princesse Augusta de Saxe-Gotha-Altenbourg a commandé à Robert Strange un portrait gravé de son époux Frédéric de Galles d'après Allan Ramsay, et un autre du comte de Bute. Mais Strange trouve le prix trop bas et refuse ; c'est ainsi que William Wynne Ryland récupère la commande, après avoir obtenu les faveurs royales sous George III. Il grave aussi un portrait du roi, de la reine Charlotte et de la princesse royale d'après Francis Cotes, qui lui valent d'être fait graveur du roi — il perçoit une indemnité de 200 £ par an,.
En 1766, il devient membre de l'Incorporated Society of Artists avec qui il expose, ainsi qu'à la Royal Academy. 
Vers la fin de sa carrière, Ryland abandonne la gravure au trait et invente la « gravure à la craie » (en anglais : « chalk-engraving »), qui consiste à composer la ligne de pointillés — technique qui gardera ce nom (en anglais : « stipple engraving »). Il grave avec cette technique King John Signing Magna Carta d'après John Hamilton Mortimer et reproduit les dessins des Vieux Maîtres et les œuvres d'Angelica Kauffmann. Il a entre autres pour élèves Joseph Strutt à qui il transmet cette technique.
Ryland devient riche et, cherchant à investir, il s'associe avec l'un de ses élèves, Henry Bryer, pour monter un magasin d'estampes dans la Cité de Londres. Mais celui-ci fait faillite en décembre 1771. Après s'être retiré un temps, il reprend sa profession de marchand d'estampes dans The Strand. Mais peu après, il se retire définitivement dans une résidence de Knightsbridge.

### Fraude et exécution

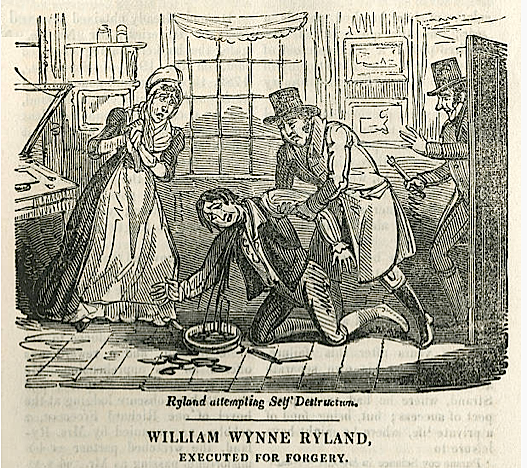
William Ryland tentant de se suicider (The New Newgate Calender, 1824).

Vers 1783, Ryland est soupçonné d'avoir participé à la réalisation de fausse monnaie. Il disparaît de chez lui le 1er avril 1783. Une annonce est publiée offrant une récompense pour sa capture, accusé d'avoir réalisé deux billets de change d'une valeur totale de 714 £ dans l'intention de tromper la Compagnie britannique des Indes orientales. À l'arrivée d'officiers pour l'arrêter dans une petite maison près de Stepney, il tente de se suicider en se tranchant la gorge. Le 27 juillet, il est jugé au Old Bailey devant le juge, Sir Francis Buller (en).
Les soupçons sont apparus quand deux billets ont été trouvés avec le même numéro de série, cependant les gravures ne permettaient pas de prouver lequel des deux billets était un faux. Mais la preuve est fournie par le fabricant du papier que Ryland a utilisé : il affirme que ce papier ne sert plus pour l'impression depuis après la date du billet original ; le juge le déclare alors coupable et le condamne à mort.
Il est pendu à Tyburn, le 29 août 1783 et est enterré à l'église Saint Dunstan à Feltham dans le Middlesex. Selon Walford, « Il vaut la peine de noter que le dernier criminel à avoir été exécuté ici était un Ryland, pendu pour réalisation de faux en 1783 ; après cela, les bois de justice du gibet ont été transférés à Londres pour y concentrer les exécutions à Newgate et Horsemonger Lane. »
William Blake aurait prédit douze ans auparavant que Ryland serait pendu : Blake avait été envoyé auprès de Ryland pour devenir apprenti, mais refusa finalement de devenir son élève en disant : « Je n'aime pas le visage de ce type : on dirait qu'il va vivre pour être pendu ! ».
Il laisse six enfants et une veuve. Celle-ci tient un magasin d'estampes plusieurs années à Oxford Road, et sa fille devient professeur de dessin : elle a notamment formé la princesse Elizabeth et d'autres membres de la famille royale. L'un des frères de William Wynne Ryland est arrêté en 1762 pour banditisme de grand chemin en état d'ébriété ; condamné à être exécuté, il est sauvé de justesse le jour même de l'exécution grâce à l'influence de son frère auprès du roi.